# Башкарка
Башка́рка (рос. Башкарка) — село у складі Горноуральського міського округу Свердловської області.
Населення — 568 осіб (2010, 643 у 2002).
Національний склад станом на 2002 рік: росіяни — 96 %.